# Маунт-Перл
Маунт-Перл — город в провинции Ньюфаундленд и Лабрадор в Канаде. Город расположен к юго-западу от Сент-Джонса, на восточной оконечности полуострова Авалон на острове Ньюфаундленд. Маунт-Перл является частью агломерации Сент-Джонс, 20-й по величине агломерации Канады. Входит в 1-й переписной район провинции.

## История
История Маунт-Перл восходит к 1829 году, когда Коммандер Джеймс Перл и его жена леди Энн Перл прибыли в Ньюфаундленд с Королевским даром в тысячу акров (4 км²) земли, наградой за 27 лет выдающейся службы Коммандера Перла в Королевском флоте. В 1830 году Коммандер Перл построил дом на самой возвышенной части своего поместья и назвал его Маунт-Кокрейн в честь тогдашнего губернатора сэра Томаса Кокрейна.
После того как губернатор покинул Ньюфаундленд, Перл переименовал это место в Маунт-Перл. Перл был произведён в рыцари Королевского Гвельфийского ордена Ганновера и удостоен чести рыцаря-Холостяка от королевы Виктории. Он скоропостижно скончался в своём поместье Маунт-Перл 13 января 1840 года в возрасте 50 лет. В 1844 году жена сэра Джеймса Перла, леди Анна, переехала в Лондон. Джон Лестер, приехавший из Девоншира, чтобы работать на Джеймса Перла, продолжал работать в поместье Перл, арендовав его у леди Энн Перл ещё на 14 лет.
В своём завещании она оставила Джону Лестеру 100 акров (0,4 км²) земли под названием «Анна Вейл» (современный Глендейл), которую он позже продал. Поместье Перл в конце концов перешло в руки Эндрю Гленденнинга, который обрабатывал его как процветающую сельскохозяйственную землю вплоть до 1920-х гг. Джон Лестер купил другой участок (124 акра напротив поместья Перл на Брукфилд-Роуд) у Эдварда Данскома, а позже унаследовал ещё 50 акров (200 000 м²) на Олд-Плацентия-Роуд (современный Адмиралтейский лес) у сестры Перл, Юнис Блейми.
Джон Лестер умер в 1893 году, оставив своё поместье под названием «Фэрмид» сыновьям Эштону и Джеймсу. Сегодня в фэрмиде находится рынок Лестера.

### Развитие
В 1930-1940-е годы Маунт-Перл стал местом встреч богатых членов общества и любителей верховой езды. В 1940-х годах на «горе» была возведена большая галерея под открытым небом со скамейками для зрителей, откуда открывался вид на окружающие земли. Конный спорт продолжал оставаться заметным явлением, и Маунт-Перл начал превращаться в нечто вроде летнего курорта для жителей Сент-Джонса. Увеличение численности населения привело к жилищному и промышленному развитию.

### Проведение выборов и получение статуса города
В связи с быстрым ростом численности населения возрос спрос на муниципальное управление. В результате Маунт-Перл провёл свои первые выборы в 1955 году, в результате которых Хейворд Баррейдж стал первым мэром города Маунт-Перл. Город был основан 11 января 1955 года и имел население 1979 человек. 21 июля 1988 года город Маунт-Перл стал третьей общиной в Ньюфаундленде и Лабрадоре, получившей статус города. Сегодня он остаётся одним из крупнейших городов провинции с населением в 2016 году 22 957 человек.

## География
Маунт-Перл расположен на северо-восточном побережье полуострова Авалон в юго-восточной части Ньюфаундленда на берегу Атлантического океана Город ограничен с севера, юга и востока городом Сент-Джонс и с запада городом Парадайз, что привело к ограниченному доступу неосвоенных земель и заставляет город быть более плотным городским центром.
Саутлендс, район в Сент-Джонсе, был значительной частью будущих планов роста Маунт-Перл для заполнения области между его границей и провинциальным парком Кокрейн-Понд. В 1998 году провинциальное правительство предоставило землю городу Сент-Джонс

### Климат
| Показатель                    | Янв.  | Фев. | Март  | Апр. | Май  | Июнь | Июль | Авг. | Сен. | Окт. | Нояб. | Дек.  | Год  |
| ----------------------------- | ----- | ---- | ----- | ---- | ---- | ---- | ---- | ---- | ---- | ---- | ----- | ----- | ---- |
| Абсолютный максимум, °C       | 18    | 15   | 17    | 25   | 29   | 32   | 33   | 31   | 30   | 26   | 22    | 19    | 33   |
| Средний суточный максимум, °C | 0,6   | 0,1  | 2,2   | 7    | 12,3 | 17,2 | 23,1 | 22,2 | 18,4 | 12,2 | 7,6   | 3,1   | 10,5 |
| Средний суточный минимум, °C  | −6,3  | −6,6 | −4,5  | −0,4 | 3,1  | 7,8  | 13   | 13,7 | 10,2 | 6,1  | 1,4   | −3,2  | 2,9  |
| Абсолютный минимум, °C        | −20,3 | −21  | −19,5 | −13  | −5,2 | −2,4 | 2,1  | 2,6  | 1,7  | −4,6 | −11,5 | −18,6 | −21  |

## Демография
Находится в 1-м демографическом районе Ньюфаундленда и Лабрадора.
В 2016 году состав населения был таков:
- Белые — 92,7 %[2]
- Аборигены — 5,6 %[2]
- Другие — 1,7 %[2]

| 1956 | 1961 | 1966 | 1971 | 1976  | 1981  | 1986  | 1991  | 1996  | 2001  | 2006  | 2011  | 2016  |
| ---- | ---- | ---- | ---- | ----- | ----- | ----- | ----- | ----- | ----- | ----- | ----- | ----- |
| 1979 | 2785 | 4428 | 7211 | 10193 | 11543 | 20293 | 23689 | 25531 | 24964 | 24671 | 24284 | 22957 |

## Муниципальное управление
Город представлен мэром, заместителем мэра и пятью советниками. Выборы в Маунт-Перл проводятся каждые четыре года в последний вторник сентября, последние выборы состоялись 26 сентября 2017 года. Нынешний мэр — Дейв Акер. Он стал мэром после того, как тогдашний мэр Рэнди Симмс решил не добиваться переизбрания, и после победы над соперником Трэвисом Фолкнером Дейв Акер был избран мэром.

## Знаменитости
- Терри Райан, бывший профессиональный хоккеист, чья карьера включала игры с «Монреаль Канадиенс».